# Schausia greenawayi
Schausia greenawayi is een vlinder uit de familie uilen (Noctuidae). De wetenschappelijke naam van deze soort is voor het eerst geldig gepubliceerd in 1963 door Stoneham.
De soort komt voor in tropisch Afrika.